# The Chronicles of Riddick
The Chronicles of Riddick —conocida en español con los títulos de Las crónicas de Riddick y La batalla de Riddick— es una película estadounidense de 2004 dirigida por David Twohy y protagonizada por Vin Diesel, Karl Urban, Alexa Davalos, Thandie Newton, Colm Feore, Judi Dench y Keith David y dirigida por David Twohy. Es la secuela de Pitch Black.

## Argumento
Los Necróferos (Necromongers en inglés), una raza de conquistadores no-muertos, viaja a través del espacio en busca del Subuniverso. Su líder, Lord Marshall (Colm Feore), comanda sus tropas subyugando mundos y esclavizando a sus habitantes para convertirlos contra su voluntad en nuevos necróferos y aquellos que se oponen son masacrados.
Riddick, quien después de cinco años aún es un fugitivo de la justicia y precio a su cabeza, vive oculto de los cazarrecompensas hasta que debe enfrentar a uno llamado Toombs, que pierde su nave y su tripulación por subestimarlo. Tras interrogarlo, Riddick deduce que la nueva recompensa por su cabeza fue puesta por Imam, uno de los dos supervivientes que logró sacar del desierto hace cinco años y la única persona que considera su amigo. Con la nave del cazarrecompensas, pone rumbo al planeta Helion Primero, donde imam se ha establecido.
Una vez allí Riddick aterriza en la ciudad de Nueva Meca y se presenta en casa de Imám; este explica que sólo dio información sobre la ubicación de Riddick a quien ofreció la recompensa; Imám también le revela que Jack (la niña que sobrevivió con ellos en el viaje narrado en Pitch Black), fue tras él hace cinco años, pues intentaba imitar lo que ella creía era el ejemplo de Riddick, convirtiéndose en una criminal que fue enviada a la prisión del planeta Crematoria. Cuando Riddick le pregunta por qué lo ha vendido, Imam le presenta a Aereon (Judi Dench), una Elemental que encabeza un grupo de resistencia contra el imperio necrófero ya que en realidad su intención no es capturarlo, sino pedirle ayuda. Aereon le explica que él forma parte de una profecía que le fue entregada a Lord Marshall en su juventud que vaticinaba que un furyano lo derrotaría y traería equilibrio al Universo; este elegido se reconoce ya que sobreviviría a ser estrangulado el día de su nacimiento con su cordón umbilical, cosa que Imam recordaría que Riddick señaló le había sucedido al nacer. Por ello el grupo llegó a la conclusión que los necróferos son el mal cuya desaparición predice la profecía y que él es el furyano. 
Al mismo tiempo, los Necróferos y su terrible ejército de guerreros perfectamente disciplinados, carentes de percepción del dolor y que creen en una especie de paraíso llamado Subuniverso, arrasan en su camino con todo planeta que se les cruza y están a punto de llegar a Helión Primero dirigidos por el despiadado Lord Marshall (Colm Feore). El ejército necrófero elimina las defensas del planeta en una noche e Imám es asesinado en el ataque mientras protege a su familia. Los habitantes son reunidos en el centro neurálgico del planeta, donde están los dirigentes de Helión Primero ante el Lord Marshall. Purificador (Linus Roache), uno de los altos cargos y hombre de confianza de Lord Marshall, les predica como su líder viajó hasta el Subuniverso y regresó como un semimuerto con poderes casi divinos, y por ello tienen la opción de abrazar la fe y convertirse o morir, cuando uno de los presente encara a los necróferos, Lord Marshall a modo de amenaza para el resto le quita su alma y la destruye, ante lo cual el resto acepta someterse. Sin embargo Riddick se presenta y desafía al asesino de Imán, a quien mata sin esfuerzo. Intrigado por las habilidades de Riddick, Lord Marshall lo lleva a su fortaleza para confirmar su identidad con los psíquicos cuasi-muertos, quienes lo señalan como un furyano, por lo que el Lord Marshall ordena su muerte. 
Misteriosamente, Purificador desactiva las restricciones del salón en secreto y Riddick logra escapar, sólo para volver a verse las caras con Toombs y su nueva tripulación, dejándose capturar porque sabe que lo llevarán a Crematoria, un planeta abrasado, donde las temperaturas diurnas suben hasta los 700 °C y literalmente arrasan la superficie. Paralelamente Lord Vaako (Karl Urban), uno de los más altos generales del imperio conversa con Lady Vaako (Thandie Newton), su esposa, quien argumenta que su fe se basa en la creencia "Te quedas con lo que matas" por lo que lo convence de que es necesario que asesine a Lord Marshall para apoderarse del trono.
En Crematoria Riddick se reúne con Jack (Alexa Davalos), quien ahora se hace llamar Kyra y le culpa por ser el mal ejemplo que la llevó a convertirse en una criminal a pesar de que Riddick desde el inicio le había dejado en claro que debía llevar una vida honesta y segura con Imam en Nueva Meca. En Helion Primero, Lord Marshall ordena al Comandante Vaako que encuentre a Riddick y lo mate, por lo que junto a un pequeño grupo de necróferos y el Purificador se dirigen a Crematoria. Lady Vaako, curiosa de saber por qué Lord Marshall teme a Riddick, interroga a Aereon descubriendo que cuando era aún un joven guerrero pidió a Aereon que leyera su futuro, tras lo cual masacró a los habitantes del planeta Furya, intentando prevenir la profecía de que un furyano causaría su caída. 
Cuando Toombs y su tripulación discuten sobre la recompensa de Riddick en el planeta-prisión de Crematoria, el alcaide les muestra imágenes de las naves necróferas que los han seguido, esto provoca un tiroteo que ganan los carceleros quienes, para no caer en manos necróferas, escapan a través de los túneles hacia los hangares, bloqueando el resto de las salidas para impedir que los reclusos se escapen. Riddick, Kyra y algunos de los reclusos deciden subir a la superficie para tratar de llegar antes al hangar, siguiendo la zona templada creada por el ciclo de calor abrasador diurno y frío gélido nocturno. Logran llegar al hangar, pero Vaako y su contingente han llegado al planeta y rápidamente aniquilan a los carceleros. Riddick y sus compañeros se ven obligados a luchar contra los necróferos.
Con bajas en ambos lados, Vaako logra derribar a Riddick gracias a su tecnológicamente más avanzado armamento necro, por lo que lo da por muerto y lo deja a merced del calor del sol destructor de Crematoria. Vaako y sus tropas escapan llevándose a Kyra, que también cree muerto a Riddick. Sin embargo, antes de que el cuerpo inerte de Riddick sea masacrado por la mañana, Purificador lo pone a cubierto en la seguridad del hangar, explicando que Lord Marshall le ordenó que en caso de que Vaako no pudiese matarlo negociar con él; en su lugar confiesa que originalmente era un furyano que fue convertido y que vive con el remordimiento por las atrocidades que ha cometido en nombre de una doctrina que realmente no sigue, por lo que conmina a Riddick a enfrentar a Lord Marshall tras lo cual se inmolarse en el sol como purga por sus actos. 
Vaako regresa ante Lord Marshall, quien lo asciende a Lord Comandante, mientras que Riddick usa la nave de Toombs para ir a Helion Primero a Kyra. A pesar del informe de Vaako, Lord Marshall consulta a Aereon quien profetiza que aún está vivo, por lo que ordena el "Protocolo Final", con la intención de destruir toda la vida en Helion Primero y huir ese sistema cuanto antes, pero de inmediato descubren cadáveres que muestran que Riddick se ha infiltrado. Lady Vaako reconoce a Riddick, y sugiere a su marido que lo deje luchar contra el Lord Marshall con la esperanza que lo debilite lo suficiente para que Vaako le dé el golpe final y asuma el poder. Riddick se abre paso hasta la cubierta principal de la nave, donde encara a Lord Marshall y descubre que Kyra se ha convertido a la fe necrófera. Molesto, Riddick pelea contra el líder necro, cuyos poderes únicos demuestran ser algo que ni siquiera Riddick puede contrarrestar aunque el necrófero también descubre como es que el furyano posee cualidades que le permiten golpearlo ocasionalmente e incluso es incapaz de robar su alma.
Antes que Lord Marshall pueda darle el golpe de gracia, Kyra, con sus últimos resquicios de humanidad, lo apuñala por la espalda, pero él la hiere de muerte. Lord Vaako ve la oportunidad de matar a su líder espiritual y reclamar el poder por lo que lo ataca por sorpresa; pero Lord Marshall, escapa gracias a su poder de desdoblamiento sin notar que Riddick lo espera en el lugar exacto para acabar clavándole un puñal en su cabeza y terminar así con su no-vida.
Riddick toma a Kyra moribunda en sus brazos y la pregunta: ""¿Estás conmigo Kira?"" y ella responde "Siempre he estado contigo. Siempre.". El dolor de su muerte hace que Riddick se desplome en el trono necrófero, mientras la legión de soldados y fieles se arrodillan ante él ya que bajo la doctrina "Te quedas con lo que matas", ahora es su nuevo líder, ante lo cual Aereon murmura sobre la ironía de la situación.

## Reparto
- Vin Diesel como Richard B. Riddick.
- Thandie Newton como Dama Vaako.
- Karl Urban como Vaako.
- Colm Feore como Lord Marshall.
- Linus Roache como El Purificador.
- Keith David como Imán.
- Alexa Davalos como Jack/Kyra.
- Yorick van Wageningen como Convicto Jefe.
- Nick Chinlund como Toombs.
- Judi Dench como Aereon.
- Roger R. Cross como Toal.
- Mark Gibbon como Irgun.
- Christina Cox como Eve Logan.

## Recepción
Las crónicas de Riddick recibió bajas calificaciones de diferentes críticos de cine, recibiendo un índice de audiencia “Podrido” de 29% con una calificación de 4.7/10 del sitio de reseñas Rotten Tomatoes. y un nivel de 38/100 en MetaCritic.
El film también produjo libros, animaciones y juegos de video. El videojuego para Xbox The Chronicles of Riddick: Escape from Butcher Bay, después desarrollado para PC, se lanzó simultáneamente con la película con una historia que contaba los eventos anteriores a Pitch Black y tuvo buena recepción, al igual que el corto animado The Chronicles of Riddick: Dark Fury por el director de Æon Flux, Peter Chung. El DVD Director's Cut (donde se muestran escenas editadas en la película para conseguir la calificación PG-13) se liberó el 16 de noviembre de 2004 y vendió 1.5 millones de copias el primer día. El 7 de abril de 2009, una nueva versión incluyó un remake del videojuego The Chronicles of Riddick: Assault on Dark Athena.